# Rønninge Sogn

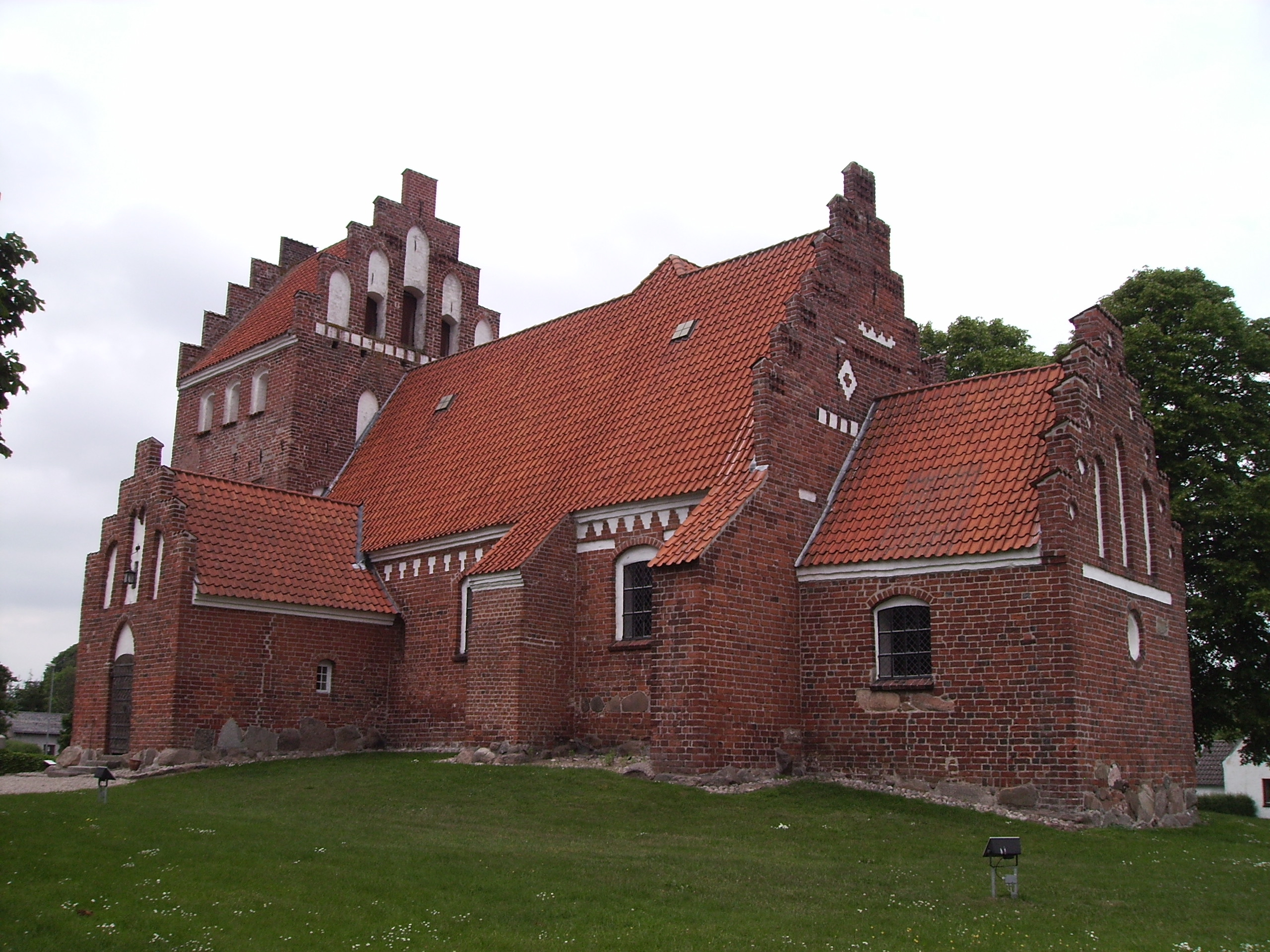
Rønninge Kirke

Rønninge Sogn ist eine Kirchspielsgemeinde (dän.: Sogn)
auf der Insel Fyn (dt.: Fünen)
im südlichen Dänemark. Bis 1970 gehörte sie zur Harde Åsum Herred im damaligen Odense Amt, danach zur Langeskov Kommune im
Fyns Amt, die im Zuge der  Kommunalreform zum 1. Januar 2007 in der
Kerteminde Kommune in der Region Syddanmark aufgegangen ist.
Im Kirchspiel leben 3854 Einwohner, davon 256 im Kirchdorf (Stand: 1. Januar 2023). Im Kirchspiel liegt die Kirche „Rønninge Kirke“.
Nachbargemeinden sind im Norden Birkende Sogn, in der östlich angrenzenden Nyborg Kommune im Nordosten Ullerslev Sogn, im Osten Skellerup Sogn und im Südosten Pårup Sogn, ferner in der südwestlich benachbarten Faaborg-Midtfyn Kommune Rolfsted Sogn und in der westlich liegenden Odense Kommune Davinde Sogn.